# Guarionex Aquino (hijo)
Guarionex Aquino (1954, Mao, República Dominicana) es un percusionista dominicano. Ha desarrollado un lenguaje musical a través de una visión ecléctica del uso de la percusión, donde fusiona elementos de música brasileña, afro y world music.

## Biografía
Nació en el año 1954 en Mao, en la línea noroeste, en la República Dominicana. Su padre, también de nombre Guarionex Aquino, ya tenía una carrera como cantante barítono.
A temprana edad emigró a la capital, Santo Domingo y se inclinó por el conocimiento de los instrumentos de percusión. Comenzó su carrera como músico profesional a comienzos de la década de los setenta, trabajando como percusionista de grupos de rock y jazz, como es el caso del grupo 4 + 1 de Guillo Carías y la agrupación de Luis José Mella.
Fue percusionista y director musical del grupo de Tania María realizando numerosas presentaciones en Europa y Estados Unidos, entre la que se encuentra el Village Gate en Nueva York en 1984.
En el año 1995, participó en la escena final de Two Much , de Fernando Trueba tocando en vivo junto a Michel Camilo, Paquito D'Rivera, Cachao, Mike Mossman, y Cliff Almond. En 2002 se presentó junto a Michel Camilo en el festival de Jazz de Marciac, Francia. En 2003, colaboró con el grupo de percusión francés Barón Samedi presentándose en Francia y Brasil. Ese mismo año fundó en Santo Domingo con otros percusionistas el grupo “Cuero-Madera-Metal”
Ha laborado con numerosos artistas dominicanos como Maridalia Hernández, Victor Victor, Juan Francisco Ordóñez y Sonia Silvestre. También ha trabajado y compartido tarima con figuras de la música y el jazz latino como Flora Purín, Don Alias, Giovanni Hidalgo, Néstor Torres, Dave Valentín, Airto Moreira, Don Chery y Mario Rivera, entre otros.